# Prospection (géologie)
Pour les articles homonymes, voir prospection.

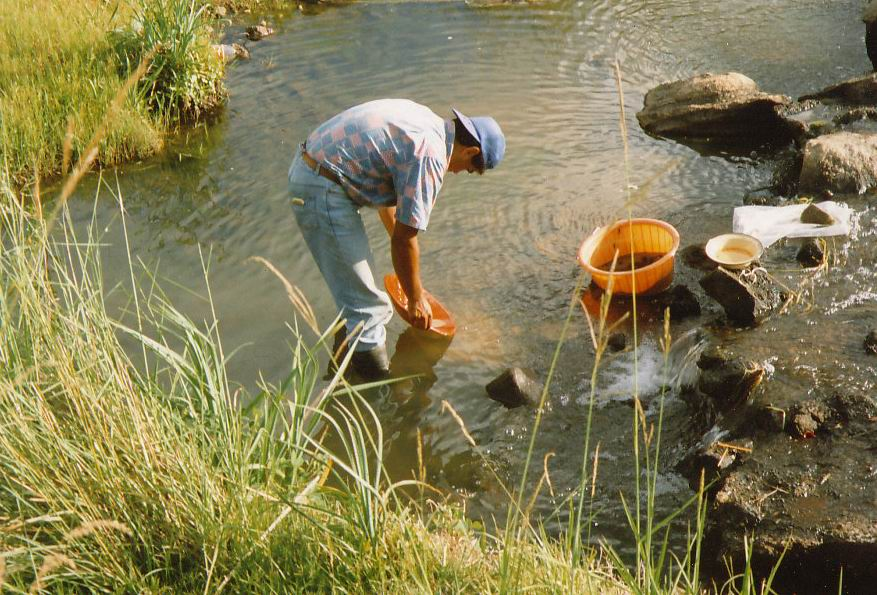
Prélèvement d'échantillons de sédiments dans une rivière à la recherche de gisements d'or.

La prospection est une discipline qui consiste à rechercher des minéraux, des minerais, ou plus généralement des matières utiles, en utilisant des méthodes de surface.
Elle est souvent associée à d'autres disciplines :
- cartographie
- géologique
- géochimie
- géophysique
- sismique…

Le prospect est la formation géologique repérée par prospection, qui pourrait contenir du pétrole ou du gaz naturel.
Il s'agit donc d'une zone souterraine où des hydrocarbures liquides ou gazeux auraient pu migrer et être piégés sous une couche imperméable et être pour tout ou partie stockés dans une roche perméable dite roche-réservoir, ce qui nécessite que la roche-mère située en dessous ou à proximité les ait produits et qu'ils n'aient pas été perdus au cours de l'histoire géologique de la formation géologique.
La détection directe du pétrole par sismographie ou magnétométrie n'en est qu'à ses balbutiements. La seule façon de vérifier qu'un prospect contient vraiment des ressources est donc d'y forer un puits d'exploration (Wildcat).
Si des hydrocarbures sont trouvés en quantités assez significatives par ce moyen, le gisement potentiel peut passer du statut de "prospect" à celui de "découverte" (par exemple les « Découvertes » de Carmaux ou Decazeville).
Si le volume semble suffisant pour espérer une exploitation, d'autres forages (dits « puits d'appréciation ») seront effectués aux alentours pour estimer l'étendue du réservoir. On passera alors au statut de "gisement".
Un puits d'exploration coûtant très cher (en ordre de grandeur, de 500 000 € pour un forage onshore dans des conditions faciles, à 50 millions dans des conditions offshore extrêmes), les compagnies pétrolières doivent soigneusement étudier les prospects d'une région pour choisir lesquels forer.